# Travessia
Travessia (originariamente Milton Nascimento) è l'album di debutto del cantante e compositore brasiliano Milton Nascimento, pubblicato nel 1967.
La prima ripubblicazione dell'album, nel 1978, ha portato al cambio di titolo dall'originale a Travessia. In seguito, il disco è stato più volte ripubblicato nel corso dei decenni tra Brasile, Europa e Giappone, anche dalla CBS Records.
| Recensione                    | Giudizio |
| ----------------------------- | -------- |
| AllMusic                      | [ 1 ]    |
| The Rolling Stone Album Guide | [ 2 ]    |

## Tracce
1. Três Pontas – 4:01
2. Crença – 2:46
3. Irmão De Fé – 3:14
4. Travessia – 2:49
5. Canção Do Sal – 3:16
6. Morro Velho – 2:13
7. Gira Girou – 4:36
8. Maria, Minha Fé – 3:42
9. Catavento – 3:23
10. Outubro – 3:36